# Menuda noche
Menuda noche va ser un programa de televisió emès per Canal Sur a Andalusia i per la seva versió de satèl·lit, Canal Sur Andalucía, en la resta d'Espanya.
El programa va estar presentat en la seva última etapa per Juan y Medio i María Espejo, produït per Canal Sur Radio y Televisión i Indalo y Media. Estava pensat i dedicat als nens i a la resta de la família.
El programa va començar a emetre's el 24 de setembre de 2004 amb unes dades d'audiències molt alts.
Van debutar en el programa futurs artistes juvenils com: Abraham Mateo, María Carrasco, Gemeliers, María Parrado, David Parejo, José María Ruiz, Julia Gonçalvesi el famós Dj Samu entre altres joves artistes.
El programa va finalitzar la seva dotzena temporada el 24 de juny de 2016 i va estar 15 mesos sense emetre's, tornant a la graella de Canal Sur 1, el 15 de setembre de 2017.
El programa va finalitzar la seva marxa per segona vegada i definitiva el 21 de juny de 2019, en una decisió presa el 18 de juliol de 2019, en la qual, Juan de Dios Mellado Pérez, director general de RTVA, en presentar la programació de tardor va dir que no comptava amb l'emissió del programa.

## Format
El programa s'emetia cada divendres. Un convidat o més visitaven el programa per a sotmetre's a les divertides qüestions dels nens del programa.
Tot començava amb un ball d'introducció i una presentació de Juan y Medio i la del convidat. Quan s'asseien, presentaven als nens i feien les preguntes. Després venien alguns col·laboradors com:
- Manolo Sarria: Juan y Medio li proposava un desafiament que mai complia, però sempre demanava una altra oportunitat. Curiosament, això era un paral·lelisme amb els desafiaments de la renovació d'El Monaguillo a El Hormiguero.
- Carlos o (Detective Carlitos/Relámpago Man): Aquest nen feia preguntes ràpides. Fins a 2015 cooperava amb Manolo Sarria.
- Pepito "El Caja" i Samuel "El Cajita": Contaven acudits des de 2011 fins 2015.
- Marcos Arizmendi: Contava acudits durant la temporada 2015-2016.
- Abans que acabés el programa, la co-presentadora portava al programa a un nen històric que va passar moltes vegades pel programa.

## Llista de temporades
| Temporada | Emissió                                   |
| --------- | ----------------------------------------- |
| 1a        | 24 de setembre de 2004 24 de juny de 2005 |
| 2a        | 16 de setembre de 2005 23 de juny de 2006 |
| 3a        | 8 de setembre de 2006 22 de juny de 2007  |
| 4a        | 7 de setembre de 2007 27 de juny de 2008  |
| 5a        | 12 de setembre de 2008 24 de juny de 2009 |
| 6a        | 11 de setembre de 2009 25 de juny de 2010 |
| 7a        | 10 de setembre de 2010 24 de juny de 2011 |
| 8a        | 9 de setembre de 2011 29 de juny de 2012  |
| 9a        | 14 de setembre de 2012 14 de juny de 2013 |
| 10a       | 13 de setembre de 2013 27 de juny de 2014 |
| 11a       | 12 de setembre de 2014 19 de juny de 2015 |
| 12a       | 25 de setembre de 2015 24 de juny de 2016 |
| 13a       | 15 de setembre de 2017 22 de juny de 2018 |
| 14a       | 7 de setembre de 2018 21 de juny de 2019  |

A partir de la temporada 13, en el programa 500, es tornaven a emetre programes d'anteriors temporades en un espai dedicat anomenat 500 y más.